# Isocirrus wolffi
Isocirrus wolffi är en ringmaskart som först beskrevs av Kirkegaard 1959.  Isocirrus wolffi ingår i släktet Isocirrus och familjen Maldanidae. Inga underarter finns listade i Catalogue of Life.